# Chimilas

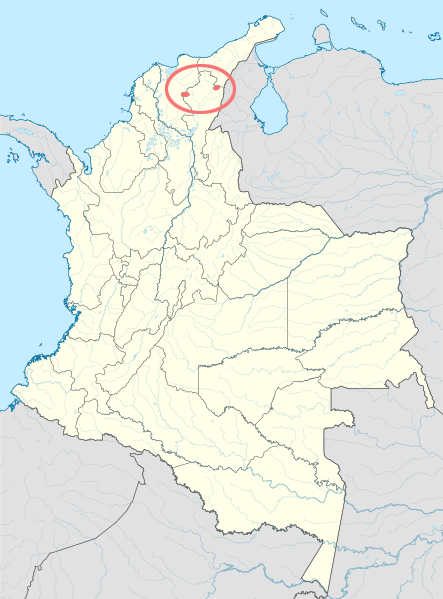
Localisation de la langue chimila en Colombie

Les Chimilas, ou Ette Ennaka qui signifie "Propre Peuple", sont une ethnie indigène de la Colombie. Ces Amérindiens de la famille des Chibchas, vivent sur les pentes du sud-est de la Sierra Nevada de Santa Marta, massif montagneux de la cordillère des Andes. Ils sont concentrés dans les départements de Magdalena et de Cesar.
Ce peuple se caractérise par une résistance guerrière acharnée lors de la colonisation espagnole, car les Chimilas ne veulent ni se transformer en colonies, ni abandonner leurs systèmes religieux et culturel. Ils peuvent désormais compter sur l'appui d'organisations indigènes.

## Autres dénominations
Les Chimilas sont aussi appelés Ette Ennaka signifiant "Propre Peuple", « Gente Verdadera », c'est-à-dire "Vrais Gens", Simiza, Chimile et Shimizya.

## Population
Les Chimilas, un des peuples amérindiens vivant dans la région des Caraïbes qui comprend, entre autres, les plaines côtières du nord de la Colombie, représentent 0,12 % de la population indigène de ce pays. Le recensement de 2018 du DANE dénombre 1 701 Chimilas.

## Répartition géographique
Les Chimilas vivent principalement dans des réserves indigènes. Ils se concentrent à Sabanas de San Ángel et dans le district de Santa Marta, département de Magdalena, dans la municipalité d'El Copey, département de Cesar, ainsi que dans le département de La Guajira. Une partie des Chimilas sont dispersés en dehors de ces agglomérations.

## Langue et instruction
La langue ethnique de ce peuple est le chimila (ou "ette taara") qui appartient à la filiation des langues chibchanes. La SIL International (Société internationale de linguistique) organise, entre 2000 et 2002, des ateliers destinés à développer un alphabet chimila.
Le chimila est une langue en voie de disparition. Les adultes de la communauté l'utilisent, mais les jeunes ne le parlent pas tous.

## Histoire
Ce peuple indigène habitant la côte caraïbe colombienne se caractérise historiquement par une résistance guerrière persistante lors de la colonisation espagnole. Les Chimilas utilisent des procédés d'auto invisibilité, véritable stratégie de survie au fil des ans. Entre les XVIe et XVIIIe siècles, le pouvoir espagnol met en œuvre des processus d'assujétissement et de conquête des Chimilas, Chibchas ou Muiscas, Nasas ou Páez, ou Paéces de la Nouvelle-Grenade. Les conquérants appellent "barbares", "Indiens de guerre" ou "Indiens de mauvaise paix" les peuples des provinces Chimila et Páez.
Les Chimilas « entraînent beaucoup de difficultés pour leur conquête à cause de leur dispersion et de leur grande mobilité territoriale, de l'inexistence d'un pouvoir politique centralisé dans une chefferie assurant une certaine unité sociopolitique, de l'absence de relations d'obéissance et, surtout, de leurs pratiques guerrières ». « Ceux qui infestent les environs du village de Santa Marta et qui demeurent dans les lieux les plus vastes et sauvages des "montagnes" de Rio Frio, à partir d'où ils rejoignent la mer et de celle-ci le fleuve de la Magdalena, sont les indiens que l'on dénomme couramment Chimilas. Ils sont habiles dans l'usage du carquois, de l'arc et des flèches (José Nicolás de la Rosa) ». 
Au XVIIIe siècle, les Chimilas s'opposent avec acharnement aux colonisateurs espagnols en menant des rébellions armées constantes et en refusant toute expansion des frontières de colonisation sur leurs territoires. Les Frères capucins tentent de soutenir les campagnes de pacification et de constituer des villages avec les communautés indigènes, mais ils ne parviennent à avoir leur assentiment ni pour une transformation en colonie ni pour l'abandon de leurs systèmes religieux et culturel. « La confrontation politique de la conquête s'est maintenue jusqu'au XVIIIe siècle [...] Le processus tardif de la pacification chimila constitue une illustration de la mise en œuvre des stratégies du pouvoir espagnol telles que la guerre, les missions et les réductions [de territoire] pour obtenir la soumission et l'évangélisation de ces sociétés "barbares" ». De nouvelles tactiques du pouvoir espagnol sont utilisées, telles que la fondation de villes indigènes et la réorganisation territoriale de la région. « Paradoxalement, ce peuple, bien qu'il n'ait jamais été totalement assujetti, n'a pas échappé aux conséquences de l'action coloniale ». 
Leurs terres, appelées "terres des Chimilas" depuis la conquête espagnole, subissent l'expansion des élevages de bétail, des plantations de bananiers, du palmier africain et du baume de Tolu. Au cours de la première moitié du XXe siècle, des gisements de pétrole sont découverts.
Lors des dernières décades, les Chimilas interrompent leur processus d'auto invisibilité et réapparaissent physiquement et culturellement tout en conservant leurs coutumes.

## Situation politique

### Organisation politique et autorités indigènes
Les Chimilas continuent de réclamer le respect de leurs droits dans diverses directions. Ils peuvent cependant compter désormais sur un processus d'organisation, un Plan de Vie (Plan de Vida) et l'appui d'organisations indigènes aux niveaux régional et national.
En 2024, les Chimilas participent à l'élaboration d'un plan de développement départemental pour vaincre la pauvreté à Magdalena : « Une attention avec une approche différentielle et la prise en compte des connaissances ancestrales et des connaissances dans le domaine de la santé font partie des propositions qui seront analysées par le gouverneur Rafael Martinez ». Les dirigeants des Chimilas exposent aux responsables du gouvernorat de Magdalena leurs propositions, dont l'une est liée aux soins que les indigènes de cette communauté souhaitent recevoir lorsqu'ils se rendent dans un centre de santé ou un hôpital. « Ce que nous cherchons, c'est qu'à travers les politiques publiques, cette approche différentielle des peuples autochtones puisse être prise en compte afin que la diversité ethnique des peuples autochtones de Colombie soit largement garantie » (Jhon Jairo Carmona Mendoza, représentant légal du peuple chimila).
Noemi Parodi, coordinatrice de la Santé interculturelle du peuple chimila déclare : « Nous espérons que nos décisions, nos apports seront pris en compte pour que nous puissions travailler sur un projet interculturel dans lequel il soit tenu compte de nos us et coutumes ».

### "La Cacica Chimila"

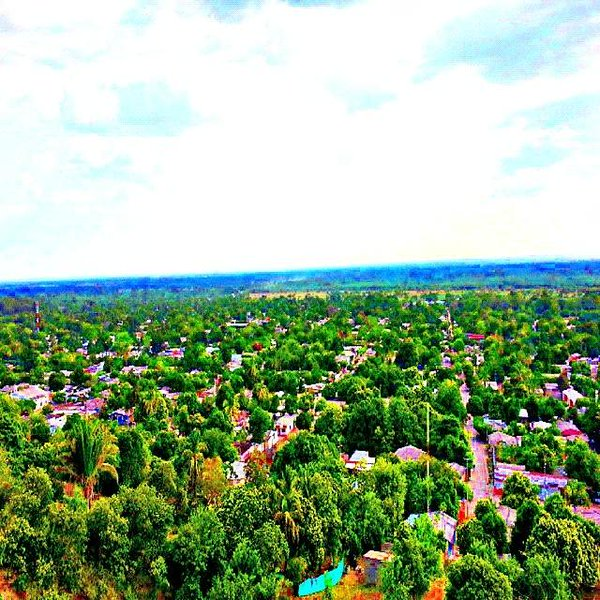
Vue panoramique d'El Copey.

Teodolinda Gastelbondo Pertuz, appelée "la Cacica Chimila", est une indigène chimila qui, depuis 2005, contacte les autorités pour rassembler sur leurs propres terres et maintenir leur culture ancestrale plus de 150 personnes de son peuple. Ce territoire de 200 hectares, obtenu dans les années 2010, connu sous le nom de "Itti Takke" (Nouvelle Terre), où vivent 26 familles, est situé dans la municipalité d'El Copey, département de Cesar.

### Soutien associatif
L'ONG Cochimila choisit, en 2020, "la Cacica Chimila" pour participer à la 33e édition de la femme Cafam « Caja de Compensación Familiar en Colombia », Caisse de compensation familiale en Colombie, en compétition avec une trentaine de Colombiennes reconnues pour leurs actions.
Parmi les drames que vit la communauté des Chimilas, outre la déforestation et l'occupation progressive de leur territoire par les agriculteurs dépossédant de leurs biens cette ethnie, s'ajoutent les aléas de « l'éducation à laquelle les enfants et les jeunes de la communauté ne peuvent accéder en raison du manque de ressources et des maladies constantes dont ils souffrent ». Théodolinde Gastelbondo Pertuz a, elle-même, dix enfants.

## Culture, cosmologie et rituels
Selon la cosmologie de ce peuple, le cosmos est formé de diverses strates disparaissant au fil de cycles destructeurs accompagnant des cataclysmes ou des guerres, telle la guerre contre les colons qui amène les Chimilas « au bord de l'extinction et représente une de ces périodes de destruction, marquée par la violence, le désordre et la décadence ». Ainsi, certaines parties de l'histoire sont détruites et de nouvelles ères commencent.
L'acte de rêver a pour les Chimilas une fonction culturelle et sociale importante. « S'appuyant sur des connaissances cosmologiques, ils interprètent et analysent collectivement les rêves ; et en se souvenant, en racontant et en interprétant quotidiennement leurs rêves, ils transmettent leurs connaissances. Rêver, c'est percevoir la réalité en profondeur de manière privilégiée et fondamentale ». Selon cette communauté, les rêves permettent d'explorer le cosmos, de réaliser des tâches physiques, de s'impliquer dans le présent et de percevoir ce que réserve le futur. Les rêves créent des interactions avec les divinités, les entités surnaturelles et les ancêtres.

## Économie

### Économie traditionnelle, élevage et agriculture
L'horticulture, la chasse et la pêche représentent la majeure partie de la production économique des Chimilas. L'élevage d'animaux domestiques et d'oiseaux complète ces activités. Cependant, leur propre horticulture est insuffisante pour leur survie et les autochtones sont contraints de devenir journaliers sur de grandes propriétés. Ils s'occupent d'élevage ou effectuent des travaux d'abattage, de défrichement des forêts aux fins d'activités agro-industrielles. Les femmes et les hommes se répartissent les tâches agricoles. Les hommes réalisent le brûlage, s'occupent des plantations et du nettoyage tandis que les femmes se chargent des récoltes. La chasse et la pêche complètent l'activité agricole. Des méthodes associatives sont fréquemment utilisées pour faire progresser le travail agricole.